# Dolores (Espanha)
Dolores é um município da Espanha na província de Alicante, Comunidade Valenciana. Tem 18,25 km² de área e em 2021 tinha 7 620 habitantes (densidade: 417,5 hab./km²).

## Demografia

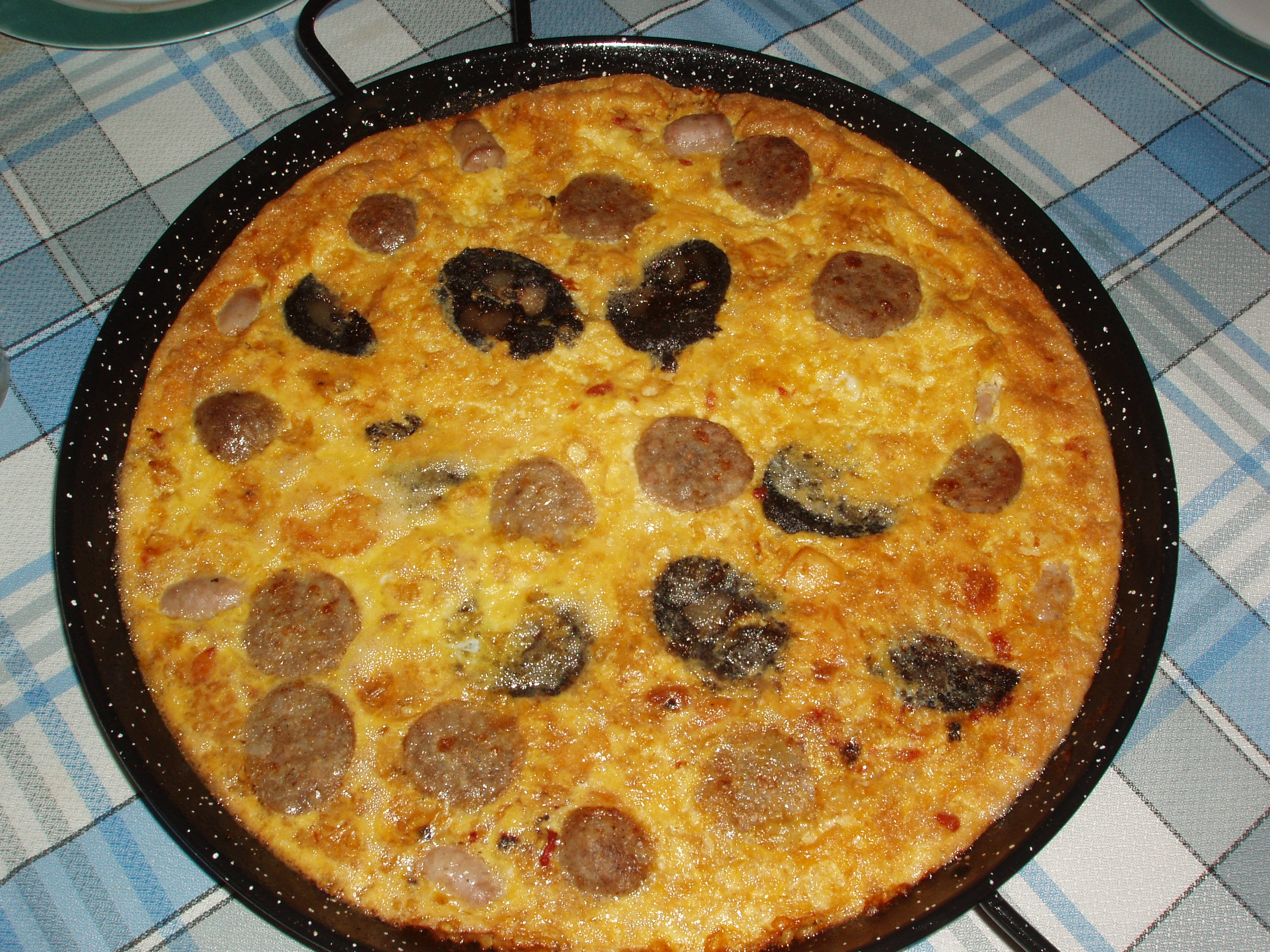
Arroz com crosta, prato típico de paelha do município espanhol de Dolores

| Variação demográfica do município entre 1991 e 2004 | Variação demográfica do município entre 1991 e 2004 | Variação demográfica do município entre 1991 e 2004 | Variação demográfica do município entre 1991 e 2004 |
| --------------------------------------------------- | --------------------------------------------------- | --------------------------------------------------- | --------------------------------------------------- |
| 1991                                                | 1996                                                | 2001                                                | 2004                                                |
| 5817                                                | 6127                                                | 6267                                                | 6863                                                |